# بطولة العالم للتزلج الشامل للسيدات
ينظم الاتحاد الدولي للتزلج على الجليد بطولة العالم للتزلج الشامل للسيدات منذ عام 1936. وأقيمت بطولات غير رسمية في الأعوام 1933–1935.

## التاريخ

### المسافات المستخدمة
- في الأعوام 1933–1935، كانت تُقام سباقات التزلج على ثلاث مسافات: 500 م، 1000 م و1500 م.
- في الأعوام 1936–1955، كانت تُقام سباقات التزلج على أربع مسافات: 500 م، 1000 م، 3000 م و5000 م (وتعرف بـ: التوليفة القديمة  [لغات أخرى]‏).
- في الأعوام 1956–1982، كانت تُقام سباقات التزلج على أربع مسافات: 500 م، 1000 م، 1500 م و3000 م (وتعرف بـ: التوليفة الصغيرة  [لغات أخرى]‏).
- منذ عام 1983، تُقام سباقات التزلج على أربع مسافات: 500 م، 1500 م، 3000 م و5000 م (وتعرف بـ: التوليفة الصغيرة  [لغات أخرى]‏).

### أنظمة التصنيف المستخدمة
منذ عام 1933، يُستخدم نظام "السامالوج". ومع ذلك، ظلت القاعدة القائلة بأنه إذا فازت المتسابقة بثلاث مسافات على الأقل (أو بمسافتين على الأقل في الفترة من 1933 إلى 1935) تُعتبر بطلة العالم تلقائيًا، سارية المفعول حتى عام 1986 شاملةً هذا العام. وقد طبقت هذه القاعدة في عام 1949 عندما فازت المتسابقة ماريا إساكوفا ‏ من الاتحاد السوفيتي بثلاث مسافات فأصبحت بطلة العالم للتزلج الشامل رغم انتهائها من المسافة الرابعة (5000 م) بنتيجة سامالوج أسوأ من زميلاتها زويا خولشيفنيكوفا ‏ ورمة جوكوفا ‏ اللتين حصلتا على الميدالية الفضية والبرونزية على التوالي.

### الأرقام القياسية
- غوندا نيمان شتيرنمان من ألمانيا الشرقية فازت بإجمالي 8 ألقاب عالمية؛ ثلاثة متتالية في أعوام 1991، 1992، 1993، وخمس ألقاب متتالية أخرى في أعوام 1995، 1996، 1997، 1998 و1999.
- لدى إيرين فوست من هولندا سجل قياسي بـ13 ميدالية؛ 12 منها فُزت في بطولات متتالية (2007–2018) – سبع ذهبية (2007، 2011، 2012، 2013، 2014، 2017، 2020)، وأربع فضية (2008، 2015، 2016، 2018) وميداليتان برونزيتان (2009، 2010). وكان هذا الرقم القياسي سابقًا لدى كلاوديا بيخشتاين من ألمانيا – 11 ميدالية في بطولات متتالية (1996–2006) مع ذهبية واحدة (2000)، وثمانية فضية (1996، 1997، 1998، 1999، 2001، 2003، 2004، 2006) وميداليتان برونزيتان (2002، 2005).
- أصغر بطلة عالمية في التزلج الشامل للسيدات هي ليلى سكوه نيلسن  [لغات أخرى]‏ من النرويج؛ حيث فازت بأول لقب من ألقابها الثلاثة في عام 1935 بعمر 15 عامًا (على الرغم من أن البطولة كانت غير رسمية)، وبعد عامين فازت بالبطولة الرسمية عن عمر 17 عامًا (وهو رقم قياسي أيضًا).
- أقدم بطلة عالمية في التزلج الشامل للسيدات هي أتجي كويلن-ديلسترا  [لغات أخرى]‏ من هولندا؛ حيث فازت بلقبها الرابع والأخير في عام 1974 بعمر 35 عامًا.
- كلاوديا بيخشتاين من ألمانيا تحمل الرقم القياسي لعدد المشاركات في البطولة (25 مرة في الفترة 1992–2022).
- أكبر فارق نقاط بين الفائزة والمتزلجة التي جاءت في المركز الثاني في نهاية المسابقة هو 20.923 نقطة بين فيرني ليسشي  [لغات أخرى]‏ من فنلندا وإلس ماري كريستيانسن  [لغات أخرى]‏ من النرويج في عام 1947.
- في بطولة عام 1949، فازت ماريا إساكوفا  [لغات أخرى]‏ من الاتحاد السوفيتي بثلاث مسافات فأصبحت بطلة العالم وفقًا للحكم الساري آنذاك؛ وعلى الرغم من كونها البطلة الفعلية، أنهت المسافة الأخيرة (5000 م) في المركز السادس وفي تصنيف النقاط جاءت في المركز الثالث بخسارة 1.510 نقطة أمام زويا خولشيفنيكوفا  [لغات أخرى]‏، التي أصبحت فيما بعد الميدالية الفضية. وإذا لم يؤخذ هذا الحال في الاعتبار، فإن أصغر فارق فوز بين البطلة والمتنافسة الثانية هو 0.073 نقطة بين المتزلجتين السوفييتين خالدة ششيغولييفا  [لغات أخرى]‏ ورمة جوكوفا  [لغات أخرى]‏ في عام 1953.
- هناك ثماني متزلجات حققن لقب بطولة العالم للتزلج الشامل من خلال الفوز بكل المسافات الأربعة في البطولة – ليلى سكوه نيلسن  [لغات أخرى]‏ من النرويج (1937)، فيرني ليسشي  [لغات أخرى]‏ من فنلندا (1947)، ليديا سكوبليكوفا من الاتحاد السوفيتي (1963 و1964)، بيت هايدن من الولايات المتحدة (1979)، أندريا شوني من ألمانيا الشرقية (1985)، غوندا نيمان شتيرنمان من ألمانيا (1995)، أني فريسنغر بوستما من ألمانيا (2005) وسيندي كلاسن من كندا (2006). وتعد ليديا سكوبليكوفا المتزلجة الوحيدة التي حققت هذا الإنجاز مرتين.
- وعلى النقيض من ذلك، هناك خمس متزلجات حققن لقب البطولة دون الفوز بأي من المسافات الأربع – ليديا سيليخوفا  [لغات أخرى]‏ من الاتحاد السوفيتي (1954)، فالنتينا ستينينا  [لغات أخرى]‏ من الاتحاد السوفيتي (1966)، أتجي كويلن-ديلسترا  [لغات أخرى]‏ من هولندا (1970)، سيندي كلاسن من كندا (2003) وإيرين فوست من هولندا (2012).
- وهناك خمس متزلجات حققن البطولة في كل من بطولة العالم للتزلج الشامل وبطولة العالم للتزلج السريع – سيلفيا بوركا  [لغات أخرى]‏ من كندا (التزلج الشامل: 1976؛ التزلج السريع: 1977)، ناتاليا بيتروسيوفا  [لغات أخرى]‏ من الاتحاد السوفيتي (التزلج الشامل: 1980، 1981؛ التزلج السريع: 1982)، كارين إنكه من ألمانيا الشرقية (التزلج الشامل: 1982، 1984، 1986، 1987، 1988؛ التزلج السريع: 1980، 1981، 1983، 1984، 1986، 1987)، أني فريسنغر بوستما من ألمانيا (التزلج الشامل: 2001، 2002، 2005؛ التزلج السريع: 2007) وميهو تاكاجي  [لغات أخرى]‏ من اليابان (التزلج الشامل: 2018؛ التزلج السريع: 2020، 2024). وتبقى كارين كانيا (إنكي، بوش) المتزلجة الوحيدة التي فازت بكلتا البطولتين في عام تقويمي واحد، إذ حققت هذا الإنجاز أولاً في عام 1984 ثم كررت النجاح في عامي 1986 و1987. كما أن آنّي فريشنجر وميهو تاكاجي هما المتزلجتان الوحيدتان اللتان فازتا بألقاب عالمية في ثلاث بطولات مختلفة – بطولة العالم للتزلج الشامل، وبطولة العالم للتزلج السريع، وبطولة العالم للتزلج على المسافات المفردة (في البطولة الأخيرة فازت فريشنجر بـ12 ميدالية ذهبية في الفترة 1998–2009، وفازت تاكاجي بـ5 ميداليات ذهبية في الفترة 2015–2024).

## الفائزات بالميداليات

### البطولات غير الرسمية
| السنة | الموقع | الذهبية          | الفضية       | البرونزية   |
| ----- | ------ | ---------------- | ------------ | ----------- |
| 1933  | أوسلو  | ليزلوته لاندبيك ‏ | سيننوفي لي ‏  | هيلين بينا  |
| 1934  | أوسلو  | أونديس بليككن ‏   | فيرني ليسشي ‏ | سيننوفي لي ‏ |
| 1935  | أوسلو  | ليلى سكوه نيلسن ‏ | سيننوفي لي ‏  | كيت كلاين   |

### البطولات الرسمية
| السنة                                   | الموقع                              | الذهبية                                              | الفضية                              | البرونزية                           |
| --------------------------------------- | ----------------------------------- | ---------------------------------------------------- | ----------------------------------- | ----------------------------------- |
| 1936                                    | ستوكهولم                            | كيت كلاين                                            | فيرني ليسشي ‏                        | سيننوفي لي ‏                         |
| 1937                                    | دافوس                               | ليلى سكوه نيلسن ‏                                     | سيننوفي لي ‏                         | فيرني ليسشي ‏                        |
| 1938                                    | أوسلو                               | ليلى سكوه نيلسن ‏ (3 )                                | فيرني ليسشي ‏                        | سيننوفي لي ‏                         |
| 1939                                    | تامبيري                             | فيرني ليسشي ‏                                         | ليزا سالمي ‏                         | لورا تاممين ‏                        |
| 1940                                    | لم تُعقد بسبب الحرب العالمية الثانية | لم تُعقد بسبب الحرب العالمية الثانية                  | لم تُعقد بسبب الحرب العالمية الثانية | لم تُعقد بسبب الحرب العالمية الثانية |
| 1941                                    | لم تُعقد بسبب الحرب العالمية الثانية | لم تُعقد بسبب الحرب العالمية الثانية                  | لم تُعقد بسبب الحرب العالمية الثانية | لم تُعقد بسبب الحرب العالمية الثانية |
| 1942                                    | لم تُعقد بسبب الحرب العالمية الثانية | لم تُعقد بسبب الحرب العالمية الثانية                  | لم تُعقد بسبب الحرب العالمية الثانية | لم تُعقد بسبب الحرب العالمية الثانية |
| 1943                                    | لم تُعقد بسبب الحرب العالمية الثانية | لم تُعقد بسبب الحرب العالمية الثانية                  | لم تُعقد بسبب الحرب العالمية الثانية | لم تُعقد بسبب الحرب العالمية الثانية |
| 1944                                    | لم تُعقد بسبب الحرب العالمية الثانية | لم تُعقد بسبب الحرب العالمية الثانية                  | لم تُعقد بسبب الحرب العالمية الثانية | لم تُعقد بسبب الحرب العالمية الثانية |
| 1945                                    | لم تُعقد بسبب الحرب العالمية الثانية | لم تُعقد بسبب الحرب العالمية الثانية                  | لم تُعقد بسبب الحرب العالمية الثانية | لم تُعقد بسبب الحرب العالمية الثانية |
| 1946                                    | لم تُعقد بسبب الحرب العالمية الثانية | لم تُعقد بسبب الحرب العالمية الثانية                  | لم تُعقد بسبب الحرب العالمية الثانية | لم تُعقد بسبب الحرب العالمية الثانية |
| 1947                                    | درامن                               | فيرني ليسشي ‏ (2)                                     | إلس ماري كريستيانسن ‏                | ماجي كفستاد ‏                        |
| 1948                                    | توركو                               | ماريا إساكوفا ‏                                       | ليديا سيليخوفا ‏                     | زويا خولشيفنيكوفا ‏                  |
| 1949                                    | كونغسبرغ                            | ماريا إساكوفا ‏                                       | زويا خولشيفنيكوفا ‏                  | رمة جوكوفا ‏                         |
| 1950                                    | موسكو                               | ماريا إساكوفا ‏ (3)                                   | زينايدا كروتوفا ‏                    | رمة جوكوفا ‏                         |
| 1951                                    | إسكيلستونا                          | إيفي هوتونن ‏                                         | راندي تورفالدسن ‏                    | راجنهيلد ميكلسن ‏                    |
| 1952                                    | كوكولا                              | ليديا سيليخوفا ‏                                      | ماريا أنيكانوفا ‏                    | راندي تورفالدسن ‏                    |
| 1953                                    | ليلهامر                             | خالدة ششيغولييفا ‏                                    | رمة جوكوفا ‏                         | ليديا سيليخوفا ‏                     |
| 1954                                    | إوسترسوند                           | ليديا سيليخوفا ‏ (2)                                  | رمة جوكوفا ‏                         | صوفيا كوندكوفا ‏                     |
| 1955                                    | كووبيو                              | رمة جوكوفا ‏                                          | تمارا ريلوفا ‏                       | صوفيا كوندكوفا ‏                     |
| 1956                                    | كفارنسفيدن                          | صوفيا كوندكوفا ‏                                      | رمة جوكوفا ‏                         | تمارا ريلوفا ‏                       |
| 1957                                    | إيماترا                             | إنغا آرتامونوفا ‏                                     | تمارا ريلوفا ‏                       | ليديا سيليخوفا ‏                     |
| 1958                                    | كريستينه هامن                       | إنغا آرتامونوفا ‏                                     | تمارا ريلوفا ‏                       | صوفيا كوندكوفا ‏                     |
| 1959                                    | سفردلوفسك                           | تمارا ريلوفا ‏                                        | فالنتينا ستينينا ‏                   | ليديا سكوبليكوفا                    |
| 1960                                    | إوسترسوند                           | فالنتينا ستينينا ‏                                    | تمارا ريلوفا ‏                       | ليديا سكوبليكوفا                    |
| 1961                                    | تونسبيرغ                            | فالنتينا ستينينا ‏                                    | ألبينا توزوفا ‏                      | ليديا سكوبليكوفا                    |
| 1962                                    | إيماترا                             | إنغا آرتامونوفا ‏ (المعروفة فيما بعد بـإنغا فورونينا) | ليديا سكوبليكوفا                    | ألبينا توزوفا ‏                      |
| 1963                                    | كارويزاوا                           | ليديا سكوبليكوفا                                     | إنغا فورونينا ‏                      | فالنتينا ستينينا ‏                   |
| 1964                                    | كريستينه هامن                       | ليديا سكوبليكوفا (2)                                 | إنغا فورونينا ‏                      | تمارا ريلوفا ‏                       |
| 1965                                    | أولو                                | إنغا فورونينا ‏ (4)                                   | فالنتينا ستينينا ‏                   | شتاين كايزر                         |
| 1966                                    | تروندهايم                           | فالنتينا ستينينا ‏ (3)                                | كيم سونغ-سون ‏                       | شتاين كايزر                         |
| 1967                                    | ديفينتر                             | شتاين كايزر                                          | لاسما كاونيستي ‏                     | ديان هولوم ‏                         |
| 1968                                    | هلسنكي                              | شتاين كايزر (2)                                      | يوهانا شوت                          | كاري غيجسن ‏                         |
| 1969                                    | غرونوبل                             | لاسما كاونيستي ‏                                      | شتاين كايزر                         | يوهانا شوت                          |
| 1970                                    | وست ألس                             | أتجي كويلن-ديلسترا ‏                                  | شتاين كايزر                         | سيغريد صندباي                       |
| 1971                                    | هلسنكي                              | نينا ستاتكيفيتش ‏                                     | شتاين كايزر                         | ليودميلا تيتوفا ‏                    |
| 1972                                    | هيرينفين                            | أتجي كويلن-ديلسترا ‏                                  | شتاين كايزر                         | ديان هولوم ‏                         |
| 1973                                    | سترامسوند                           | أتجي كويلن-ديلسترا ‏                                  | تاتيانا شيليخوفا ‏                   | ترينيي ريب ‏                         |
| 1974                                    | هيرينفين                            | أتجي كويلن-ديلسترا ‏ (4)                              | تاتيانا أفيرينا ‏                    | نينا ستاتكيفيتش ‏                    |
| بطولة العالم للتزلج الشامل للسيدات 1975 | أسن                                 | كارين كيسو ‏                                          | تاتيانا أفيرينا ‏                    | شيلا يونغ                           |
| 1976                                    | يوفيك                               | سيلفيا بوركا ‏                                        | تاتيانا أفيرينا ‏                    | شيلا يونغ                           |
| 1977                                    | كيستون                              | فيرا بريندزي ‏                                        | غالينا ستيبانسكايا ‏                 | غالينا نيكيتينا ‏                    |
| 1978                                    | هلسنكي                              | تاتيانا أفيرينا ‏                                     | غالينا ستيبانسكايا ‏                 | ماريون ديتتمان                      |
| 1979                                    | لاهاي                               | بيت هايدن                                            | ناتاليا بيتروسيوفا ‏                 | سيلفيا بوركا ‏                       |
| 1980                                    | هامر (النرويج)                      | ناتاليا بيتروسيوفا ‏                                  | بيت هايدن                           | بيورغ إيفا جنسن                     |
| 1981                                    | سانت فوا                            | ناتاليا بيتروسيوفا ‏ (2)                              | كارين إنكه                          | سارة دوتشر ‏                         |
| 1982                                    | إنزينيل                             | كارين إنكه                                           | أندريا شوني                         | ناتاليا بيتروسيوفا ‏                 |
| 1983                                    | كيمنتس                              | أندريا شوني                                          | كارين إنكه                          | فالنتينا لالينكوفا ‏                 |
| 1984                                    | ديفينتر                             | كارين إنكه                                           | أندريا شوني                         | غابي شونبرون                        |
| 1985                                    | سراييفو                             | أندريا شوني (2)                                      | غابي شونبرون                        | سابين بريهم                         |
| 1986                                    | لاهاي                               | كارين إنكه                                           | أندريا إهيريج                       | سابين بريهم                         |
| 1987                                    | وست ألس                             | كارين إنكه                                           | أندريا إهيريج                       | إيفون فان غينيب                     |
| 1988                                    | شين (النرويج)                       | كارين إنكه (5)                                       | إيفون فان غينيب                     | إروينا ريس-فيرينز ‏                  |
| 1989                                    | ليك بلاسيد (نيويورك)                | كونستانزي موزر                                       | غوندا نيمان شتيرنمان                | إيفون فان غينيب                     |
| 1990                                    | كالغاري                             | جاكلين بورنر ‏                                        | سايكو هاشيموتو                      | كونستانزي موزر                      |
| 1991                                    | هامر (النرويج)                      | غوندا نيمان شتيرنمان                                 | هيكي وارنكي ‏                        | ليا فان شي ‏                         |
| 1992                                    | هيرينفين                            | غوندا نيمان شتيرنمان                                 | إيميسي هونيا دي ‏                    | سايكو هاشيموتو                      |
| 1993                                    | برلين                               | غوندا نيمان شتيرنمان                                 | إيميسي هونيا دي ‏                    | هيكي وارنكي ‏                        |
| 1994                                    | بوتي (مونتانا)                      | إيميسي هونيا دي ‏                                     | أولريكه أديبرغ ‏                     | ميهايلا داسكالو ‏                    |
| 1995                                    | سافالن                              | غوندا نيمان شتيرنمان                                 | ليودميلا بروكاشيفا ‏                 | أناماري توماس ‏                      |
| 1996                                    | إنزينيل                             | غوندا نيمان شتيرنمان                                 | كلاوديا بيخشتاين                    | ميه أوهارا                          |
| 1997                                    | ناغانو                              | غوندا نيمان شتيرنمان                                 | كلاوديا بيخشتاين                    | توني دي يونغ                        |
| 1998                                    | هيرينفين                            | غوندا نيمان شتيرنمان                                 | كلاوديا بيخشتاين                    | أني فريسنغر بوستما                  |
| 1999                                    | هامر (النرويج)                      | غوندا نيمان شتيرنمان (8)                             | كلاوديا بيخشتاين                    | توني دي يونغ                        |
| 2000                                    | ميلواكي                             | كلاوديا بيخشتاين                                     | غوندا نيمان شتيرنمان                | ماكي تاباتا ‏                        |
| 2001                                    | بودابست                             | أني فريسنغر بوستما                                   | كلاوديا بيخشتاين                    | ريناتي جرونيوولت ‏                   |
| 2002                                    | هيرينفين                            | أني فريسنغر بوستما                                   | سيندي كلاسن                         | كلاوديا بيخشتاين                    |
| 2003                                    | غوتنبرغ                             | سيندي كلاسن                                          | كلاوديا بيخشتاين                    | دانييلا أنشوتز                      |
| 2004                                    | هامر (النرويج)                      | ريناتي جرونيوولت ‏                                    | كلاوديا بيخشتاين                    | ويتكي كرامر ‏                        |
| 2005                                    | موسكو                               | أني فريسنغر بوستما (3)                               | سيندي كلاسن                         | كلاوديا بيخشتاين                    |
| 2006                                    | كالغاري                             | سيندي كلاسن (2)                                      | كلاوديا بيخشتاين                    | كريستينا غروفز                      |
| 2007                                    | هيرينفين                            | إيرين فوست                                           | أني فريسنغر بوستما                  | سيندي كلاسن                         |
| 2008                                    | برلين                               | بولين فان ديوتكوم                                    | إيرين فوست                          | كريستينا غروفز                      |
| 2009                                    | هامر (النرويج)                      | مارتينا سابليكوفا ‏                                   | كريستينا غروفز                      | إيرين فوست                          |
| 2010                                    | هيرينفين                            | مارتينا سابليكوفا ‏                                   | كريستينا غروفز                      | إيرين فوست                          |
| 2011                                    | كالغاري                             | إيرين فوست                                           | كريستين نسبيت                       | مارتينا سابليكوفا ‏                  |
| 2012                                    | موسكو                               | إيرين فوست                                           | مارتينا سابليكوفا ‏                  | كريستين نسبيت                       |
| 2013                                    | هامر (النرويج)                      | إيرين فوست                                           | ديان فالكينبورج ‏                    | يكاترينا شيخوفا ‏                    |
| 2014                                    | هيرينفين                            | إيرين فوست                                           | أولغا جراف                          | يفون ناوتا ‏                         |
| 2015                                    | كالغاري                             | مارتينا سابليكوفا ‏                                   | إيرين فوست                          | إيدا نجاتون ‏                        |
| 2016                                    | برلين                               | مارتينا سابليكوفا ‏                                   | إيرين فوست                          | كلارا دي جونغ                       |
| 2017                                    | هامر (النرويج)                      | إيرين فوست                                           | مارتينا سابليكوفا ‏                  | ميهو تاكاجي ‏                        |
| 2018                                    | أمستردام                            | ميهو تاكاجي ‏                                         | إيرين فوست                          | أنوك فان دير فايدن ‏                 |
| 2019                                    | كالغاري                             | مارتينا سابليكوفا ‏ (5)                               | ميهو تاكاجي ‏                        | كلارا دي جونغ                       |
| 2020                                    | هامر (النرويج)                      | إيرين فوست (7)                                       | إيفاني بلوندين ‏                     | كلارا دي جونغ                       |
| 2022                                    | هامر (النرويج)                      | إيرين سكوتين                                         | ميهو تاكاجي ‏                        | كلارا دي جونغ                       |
| 2024                                    | إنزينيل                             | جوي بيوين ‏                                           | ماريك جروينيوود ‏                    | كلارا دي جونغ                       |

### الجدول الإجمالي للميداليات
*   البلد المضيف (مضيف)
| المرتبة | فريق             | ذهبية | فضية | برونزية | المجموع |
| ------- | ---------------- | ----- | ---- | ------- | ------- |
| 1       | الاتحاد السوفيتي | 24    | 25   | 20      | 69      |
| 2       | هولندا           | 17    | 12   | 22      | 51      |
| 3       | ألمانيا          | 12    | 12   | 5       | 29      |
| 4       | ألمانيا الشرقية  | 10    | 8    | 5       | 23      |
| 5       | جمهورية التشيك   | 5     | 2    | 1       | 8       |
| 6       | النرويج          | 4     | 5    | 9       | 18      |
| 7       | كندا             | 3     | 6    | 5       | 14      |
| 8       | فنلندا           | 3     | 4    | 2       | 9       |
| 9       | النمسا           | 2     | 2    | 0       | 4       |
| 10      | الولايات المتحدة | 2     | 1    | 7       | 10      |
| 11      | اليابان          | 1     | 3    | 4       | 8       |
| 12      | روسيا            | 0     | 1    | 1       | 2       |
| 13      | كوريا الشمالية   | 0     | 1    | 0       | 1       |
| 13      | كازاخستان        | 0     | 1    | 0       | 1       |
| 15      | بولندا           | 0     | 0    | 1       | 1       |
| 15      | رومانيا          | 0     | 0    | 1       | 1       |
| المجموع | المجموع          | 83    | 83   | 83      | 249     |

## المتزلجات الحاصلات على ميداليات متعددة
(تُبرز الخط العريض المتزلجات النشطة وأعلى عدد ميداليات حصلت عليها بين جميع المتزلجات – بما في ذلك من لا تُدرج في هذه الجداول)
| الترتيب | المتزلجة                    | البلد                     | من      | إلى  | ذهبية | فضية  | برونزية | الإجمالي |       |
| ------- | --------------------------- | ------------------------- | ------- | ---- | ----- | ----- | ------- | -------- | ----- |
| 1       | غوندا نيمان شتيرنمان        | ألمانيا الشرقية · ألمانيا | 1989    | 2000 | 8     | 2     | –       | 10       |       |
| 2       | إيرين فوست                  | هولندا                    | 2007    | 2020 | 7     | 4     | 2       | 13       |       |
| 3       | مارتينا سابليكوفا ‏          | جمهورية التشيك            | 2009    | 2019 | 5     | 2     | 1       | 8        |       |
| 4       | كارين إنكه                  | ألمانيا الشرقية           | 1981    | 1988 | 5     | 2     | –       | 7        |       |
| 5       | إنغا فورونينا (آرتامونوفا) ‏ | الاتحاد السوفيتي          | 1957    | 1965 | 4     | 2     | –       | 6        |       |
| 6       | أتجي كويلن-ديلسترا ‏         | هولندا                    | 1970    | 1974 | 4     | –     | –       | 4        |       |
| 7       | فالنتينا ستينينا ‏           | الاتحاد السوفيتي          | 1959    | 1966 | 3     | 2     | 1       | 6        |       |
| 8       | أني فريسنغر بوستما          | ألمانيا                   | 1998    | 2007 | 3     | 1     | 1       | 5        |       |
| 9       | ماريا إساكوفا ‏              | الاتحاد السوفيتي          | 1948    | 1950 | 3     | –     | –       | 3        |       |
| 9       |                             | ليلى سكوه نيلسن ‏          | النرويج | 1935 | 1938  | * 3 * | –       | –        | * 3 * |

* بما في ذلك ميدالية واحدة فُزت في البطولة غير الرسمية لعام 1935.